# Minor Álvarez
Minor Jesús Álvarez Cordero (ur. 14 listopada 1989 w San José) – kostarykański piłkarz występujący na pozycji bramkarza. Zawodnik gwatemalskiego klubu Cobán Imperial. Posiada także obywatelstwo gwatemalskie.

## Kariera klubowa
Álvarez seniorską karierę rozpoczął w 2009 roku w zespole Deportivo Saprissa z Primera División de Costa Rica. W sezonie 2009/2010 wywalczył z nim mistrzostwo fazy Verano.

## Kariera reprezentacyjna
W 2011 roku Álvarez został powołany do reprezentacji Kostaryki na Copa América. Na tamtym turnieju, zakończonym przez Kostarykę na fazie grupowej, nie zagrał jednak ani razu.